# The Bleeding
The Bleeding (en español: La Hemorragia) es el cuarto álbum de estudio de la banda estadounidense de death metal Cannibal Corpse, publicado el 12 de abril de 1994 a través de la compañía discográfica Metal Blade Records. Se trata del último álbum en el que Chris Barnes participó como cantante de la banda, y el primero con Rob Barrett como guitarrista. Metal Blade Records se encargó de su distribución en 1994 y de una reedición en el 2006, incluyendo un nuevo diseño de portada, una pista extra ("The Exorcist", versionando a Possessed) y un video de la canción "Staring Through the Eyes of the Dead".

## Lista de canciones
| N.º | Título                                                                                      | Duración |  |
| 1.  | «Staring Through the Eyes of the Dead» (Chris Barnes, Scott Burns, Jack Owen, Alex Webster) | 3:30     |  |
| 2.  | «Fucked with a Knife» (Barnes, Burns, Webster)                                              | 2:15     |  |
| 3.  | «Stripped, Raped and Strangled» (Barnes, Rob Barrett, Burns, Owen, Webster)                 | 3:27     |  |
| 4.  | «Pulverized» (Barnes, Burns, Owen, Webster)                                                 | 3:35     |  |
| 5.  | «Return to Flesh» (Barnes, Burns, Owen, Webster)                                            | 4:21     |  |
| 6.  | «The Pick-Axe Murders» (Barnes, Burns, Webster)                                             | 3:03     |  |
| 7.  | «She Was Asking for It» (Barnes, Barrett, Burns, Owen, Webster)                             | 4:33     |  |
| 8.  | «The Bleeding» (Barnes, Burns, Owen)                                                        | 4:20     |  |
| 9.  | «Force Fed Broken Glass» (Barnes, Barrett, Burns, Owen, Webster)                            | 5:02     |  |
| 10. | «An Experiment in Homicide» (Barnes, Barrett, Burns, Owen, Webster)                         | 2:36     |  |
| 11. | «The Exorcist» (versionando a Possessed, de Mike Torrao)                                    | 4:36     |  |

## Miembros
- Chris Barnes - voz
- Jack Owen - guitarra
- Rob Barrett - guitarra
- Alex Webster – bajo
- Paul Mazurkiewicz – batería